# Johan Gunnar Andersson
Pour les articles homonymes, voir Johan Andersson.
Johan Gunnar Andersson (né le 3 juillet 1874 – mort le 29 octobre 1960) est un archéologue, un paléontologue et un géologue suédois. Ayant participé à l'émergence de l'archéologie chinoise au cours des années 1920, il est notamment associé aux découvertes de l'homme de Pékin ainsi que de la culture de Yangshao.
En 1926, il fonde le Musée des antiquités de l'extrême orient (Östasiatiska museet) à Stockholm, qu'il dirigera jusqu'en 1939.

## Biographie
Après avoir poursuivi des études à l'université d'Uppsala et des recherches dans les régions polaires, Andersson devient directeur du relevé géologique national de Suède. De 1901 à 1903, il participe à l'expédition Antarctic à bord du bateau Antarctic. L'île Uruguay croisée au cours de cette expédition a été rebaptisée île Andersson en 1949.
En 1914, il est invité en Chine comme conseiller du gouvernement chinois pour les mines. Il est rattaché au relevé géologique national de Chine (Dizhi diaochasuo), mené par le Chinois Ding Wenjiang (V. K. Ting). À cette époque, Andersson aide à la formation de la première génération de géologues en Chine et fait de nombreuses découvertes de fer et de minerai, ainsi que des découvertes géologiques et paléontologiques.

### Zhoukoudian et découverte de l'homme de Pékin
Il visite pour la première fois le Zhoukoudian en 1918, où il se rend sur ce qui est nommé par la population locale la « colline des os de poulets » (Chicken-bone Hill), inconsciente de la nature fossilifère du site. Andersson retourne sur place en 1921 et est emmené sur le site de la Dragon Bone Hill, où il identifie du quartz qui n'est pas d'origine locale. Réalisant que cela peut indiquer la présence passée d'hommes préhistoriques à cet endroit, il décide d'y envoyer son assistant Otto Zdansky pour que ce dernier effectue des fouilles. Zdansky retourne sur place en 1923 et envoie par la suite une grande quantité de matériel à analyser à Uppsala.
En 1926, profitant d'une visite du prince de Suède à Beijing, Andersson annonce la découverte de deux dents humaines, qui constitueront les premiers échantillons de l'homme de Pékin.

### Autres découvertes, publications et fondation d'un musée
En collaboration avec des collègues chinois tels Yuan Fuli, Andersson découvre des vestiges néolithiques dans la province de Henan, le long du fleuve Jaune. Les vestiges sont nommés culture de Yangshao d'après le nom du premier village où ils ont été découverts en 1921.
En 1923 et 1924, Andersson, toujours en collaboration avec des collègues chinois, mène des recherches archéologiques dans les provinces de Gansu et Qinghai. Les années suivantes, il publie des ouvrages et articles d'archéologie. En 1926, il fonde le Musée des antiquités de l'extrême orient à Stockholm. Trois ans plus tard, en 1929, il fonde le Bulletin of the Museum of Far Eastern Antiquities, dans lequel il publiera plusieurs de ses travaux.
En 1932, Andersson publie Den jula jordens barn, son livre le plus populaire en Chine. Ce dernier sera traduit dans plusieurs langues, dont l'anglais (Children of the Yellow Earth, 1934), le japonais et le coréen.
En 1939, il est remplacé à la tête du musée des antiquités de l'extrême orient par Bernhard Karlgren.